# Xlet
 (octobre 2023).
Une Xlet est semblable a une Applet Java, elle fait tourner des applications grâce à une machine virtuelle Java (JVM) installée sur une télévision numérique.